# Arlette Langmann
Arlette Langmann (* 3. dubna 1946 Paříž) je francouzská filmová střihačka a scenáristka.
Pochází z židovské rodiny, její matka pocházela z Rumunska, zatímco její otec se narodil v Polsku. Jejím o osm let starším bratrem byl režisér Claude Berri (vlastním jménem Claude Berel Langmann). Svou kariéru u filmu zahájila koncem šedesátých let, jedním z jejích prvních snímků bylo Nahé dětství, ke kterému spolu s jeho režisérem Mauricem Pialatem napsala scénář. V následující dekádě pracovala jako stříhačka, často opět s Pialatem (mj. Otevřená tlama), ale také s Pascalem Thomasem. S Pialatem svého času žila, přičemž film Loulou (1980) je jejich vztahem do určité míry inspirován.
V roce 1980 spolupracovala copy střihačka se svým bratrem na filmu Miluji vás, později tuto funkci zastávala též u jeho filmů Každý začátek je těžký (1981) a Jean od Floretty (1986). Po filmu Jean od Floretty se věnovala výhradně psaní scénářů. Patří mezi ně například Uranus (1990), Germinal (1993) a Rozvrat (1999), tyto v režii jejího bratra. Počínaje rokem 1999 spolupracuje s režisérem Philippem Garrelem. Podílela se na scénářích k jeho filmům Le vent de la nuit (1999), Sauvage innocence (2001), Pravidelní milenci (2005), Hranice úsvitu (2008), Žárlivost (2013), Ve stínu žen (2015), Milenec na jeden den (2017), Le sel des larmes (2020) a La Lune crevée (2022).